# Heterochroma porphyra
Heterochroma porphyra là một loài bướm đêm trong họ Noctuidae.